# Hôtel de la Caisse d'épargne de Vesoul
L'hôtel de la Caisse d'épargne est un bâtiment du début du XXe siècle situé à Vesoul, en France.

## Situation et accès
L'édifice est situé au no 1 de la place Pierre-Rénet, à l'angle de la rue Meillier, dans le centre-ville de Vesoul, et plus largement au centre du département de la Haute-Saône.

## Histoire
À la fin de 1906, un concours « pour la construction d'un hôtel de Caisse d'épargne à Vesoul » est ouvert à la suite de la décision prise lors d'une des réunions du conseil d'administration de la Caisse d'épargne de Vesoul.
| Prix                | Devise      | Candidat         | Ville du candidat           | Prime   |
| ------------------- | ----------- | ---------------- | --------------------------- | ------- |
| 1er                 | Sabot       | Noé Vivier       | Paris                       | 1 000 F |
| 2e                  | 2 médailles | Félicien Balley  | Saintes (Charente-Maritime) | 600 F   |
| 3e                  | Spes        | Ernest Vuillemin | Épinal (Vosges)             | 400 F   |
| Mention honorable 1 |             | Mougenot         | Épinal (Vosges)             | —       |
| Mention honorable 2 |             | Saint-Ginest     | Besançon (Doubs)            | —       |
| Mention honorable 3 |             | L. Billet        | Lons-le-Saunier (Jura)      | —       |

L'adjudication de l'ensemble des travaux de l'hôtel a lieu le 7 mai 1907, à 10 h, en l'hôtel de ville de Vesoul. On estime alors des dépenses s'élevant à environ 100 000 francs pour sa construction.

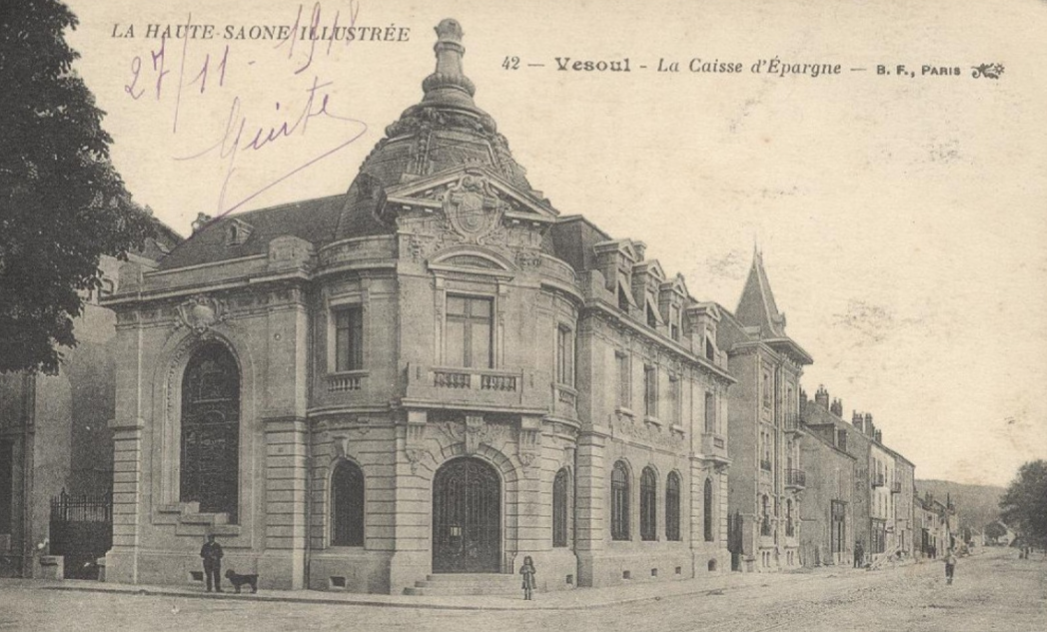
La Caisse d'Epargne de Vesoul. Carte postale datée de 1918.

L'hôtel de la Caisse d'épargne est fondé en 1908,.
À l'automne 2016, l'édifice doit être mis aux normes et la banque décide alors un plus vaste chantier de rénovation. Les travaux débutent en novembre 2017 et l'agence rouvre mi-septembre 2018. Grâce à un million d'euros, les travaux permettent de refaire la toiture, d'installer un ascenseur et de moderniser les étages et le mobilier. Une cérémonie d'inauguration a lieu en automne 2018 avec un discours de Florent Grossiord, directeur de l'agence, en présence de ses collaborateurs ainsi que d'Alain Chrétien, maire de la ville. Par ailleurs, ces interventions permettent de centraliser les services avec la fermeture de l'autre agence de la ville, sise 3 rue du Commandant-Girardot, dès l'ouverture de l'agence rénovée,.

## Structure
L'édifice s'élève sur trois niveaux. Constituant l'angle d'un îlot urbain, une rotonde lie les deux façades et est recouverte d'un dôme ornementé qui est surmonté d'un épi de faîtage imposant. Sur cette rotonde vient se placer en saillie un avant-corps comportant un balcon au premier étage et surmonté d'un fronton dans lequel s'inscrit le blason de la ville encadré de modestes mascarons de lions. La façade de droite (celle de la place Pierre-Rénet) comporte l'inscription « CAISSE d’EPARGNE ». La façade de gauche (celle de la rue Meillier) se caractérise par une baie s'étendant sur deux niveaux avec un vitrail ; cette baie est surmontée d'un mascaron et d'un cartouche. La toiture du côté gauche et celle de la rotonde sont respectivement percées d'un et deux œils-de-bœuf.